# バスケットボールジャマイカ代表
バスケットボールジャマイカ代表（バスケットボールジャマイカだいひょう、Jamaica men's national basketball team）は、ジャマイカバスケットボール協会により国際大会に派遣される男子バスケットボールナショナルチームである。
2013年のアメリカ選手権に初出場を果たし、ブラジルやアルゼンチンを破った。

## 過去の国際大会成績

### 夏季オリンピック
- 出場なし

### ワールドカップ
- 出場なし

### アメリカップ
- 2013年 － 8位

## 主な歴代代表選手
- ジェローム・ジョーダン